# Koločep (sziget)
Koločep (másképpen Kalamota, olaszul: Calamotta) egy sziget az Adriai-tengerben, az Elafiti-szigetek része, egyben a legdélibb lakott horvát sziget.
Koločep egyike azon kevés adriai szigetnek, amelynek két neve van. A helyi lakosság szinte kizárólag a nem hivatalos Kalamota nevet használja, és kalamotezimának hívja magát. Korábban a szigetet mindig Calamottának hívták. A plébániai levéltár legrégebbi dokumentumában, mely 1497-ből maradt fenn a szigetet Calamotta névvel jelölik. A névből arra lehet következtetni, hogy görög eredetű. A görög „kalamosz” szó horgászbotot jelent. A helyiek a horgászbotot ma is kalamućának nevezik.

## Fekvése
Koločep szigete Dubrovniktól 3 km-re délre fekszik, tőle nyugatra Lopud, délre Sveti Andrija található. Lopud szigetétől a Koločepska vrata, a szárazföldtől az 1,3 km széles Koločepi-csatorna választja el. A sziget 3,1 km hosszú, 1,2 km széles és 125 m magas. Partvonalának hosszúsága 12,9 km. Mészkőből és dolomitból épül fel. Fenyőerdő, macchia és szubtrópusi növényzet borítja. Lakói két településen, Donje Čelón és Gornje Čelón élnek.

## Története
Koločep szigete már az ókorban lakott volt, ezt bizonyítják egy villagazdaság maradványai. A horvátok korai jelenlétét a szigeten található 9-11. századi templomok, valamint az ószláv ornamentikus díszítések számos maradványa igazolja. A 9. és a 10. század között Koločep a Raguzai Köztársaság részévé vált, ennek megfelelően 1272-ben Raguza városának statútumában említik először. A középkori forrásokban a sziget „Calamota”, „Calametum”, „Calamotum” és „Calaphodium” néven található. A 13. században Šipan és Lopud szigeteivel együtt a Raguzai Köztársaság hat grófságának (comitatus) egyike, amelyet a szigetek Šipanban székelő grófja (comes insularum) irányított. 1457-től a Lopud központú új grófság része volt. A 14. századtól a szigeten kifejlődött a hajózás, a 15. században pedig több védőtornyot építettek Koločepen a kalózok és az oszmánok elleni védekezés céljából. Ekkor a szigetnek már mintegy kétezer lakosa és 65 nagyobb hajója volt, amelyek az egész Adriai-tengeren, sőt egészen Szicíliáig elhajóztak. A koralltermesztés a gazdaság egyik jövedelmező ága volt, mivel a régi koločepiek speciális hálókat használtak az Adriai- és Égei-tenger koralljainak kinyerésére, melyeket Raguzában és Itáliában értékesítettek. 1571-ben az oszmánok megtámadták és kifosztották a szigetet. Sok lakost rabságba hurcoltak, de a köztársaság nagy váltságdíj fizetésével kiszabadította őket. A Raguzai Köztársaság 1808-as megszüntetése után Koločep a köztársaság többi birtokával együtt francia fennhatóság alá került, majd 1815-től a Habsburg Monarchiához tartozott.

## Gazdaság
A lakosság olajbogyót, szőlőt, déligyümölcsöket termeszt. Emellett halászattal foglalkozik, de ezek a régi foglalkozások kihalófélben vannak. Ma már egyetlen hivatásos halász sincs a szigeten, ahol korábban még egy halászati szövetkezet is működött. Egyre jelentősebb a turizmusból származó bevétel. Van egy szálloda, amely ma a Karisma Adriatic Hotels csoport tulajdonában van. A szálloda mellett számos magánszemély is foglalkozik az idegenforgalommal.

## Közlekedés
A szigeten nincsenek utak, egyetlen jelentős útja a két települést összekötő betonút, amely elég széles a gyalogosok számára, de a járművek számára eléggé keskeny. A két település az elhanyagolt tanyákon keresztül tizenöt perces kellemes sétával elérhető. A szigetet személyszállító hajó köti össze Dubrovnikkal.

## Nevezetességei
A szigeten mintegy 17 értékes kulturális emlék található, többnyire kisebb templomok és kápolnák, amelyek építése a 16. századig terjed. Ezenkívül a legtöbb régi lakóépület és erődítmény is található itt. A donji čeloi kikötő felett található a Kaštio-erőd, amelynek pincéiben több száz ember kaphatott menedéket kalóz- és rablótámadások során. A Kaštio felső része mára teljesen megsemmisült, de a 30 m hosszú és 3 m széles pincék megmaradtak. 
A plébániatemplom felett található a Toreta-torony, amely mindkét oldalán körülbelül 14 m magas és körülbelül 4 m széles. A torony bejárata felett van egy kis ablak, amelyen keresztül forró olajat, gyantát stb. öntöttek a támadókra.
A sziget legnagyobb és legfontosabb temploma a Boldogságos Szűznek szentelt plébániatemplom, amely a 12. vagy a 13. századból származik. Belül 13,6 m hosszú, apszis nélküli és 5 m széles. A legjelentősebb fennmaradt kápolnák a Kaštio területén álló Szent Antal kápolna, a Machus falucskában álló Szentháromság kápolna, a donji čeloi kikötővel szemben álló Szent Miklós kápolna és a gornji čeloi temetőben álló Szent Antal kápolna. Azon a helyen, amelyet ma Ispod Sveti Petrának neveznek egykor egy Szent Péter tiszteletére szentelt kápolna állt. Egy ideig vezetője és káplánja a híres dubrovniki író és költő, Marin Držić volt. A temetőben álló Szent Miklós kápolnában freskókat találtak, amelyek arra utalnak, hogy a kápolna idősebb, mint azt korábban gondolták.
A hagyomány szerint Kolumbusz vezérhajójának a Santa Mariának két tengerésze Mato és Dominik Kondjević Kolocepből származott. Ez az állítás azonban a legendák körébe tartozik, mert még nem találtak olyan nyomokat, amelyek ezt megerősítenék.
Az egyik leggazdagabb chilei horvát emigráns, Pasko Baburica Koločepen született és nőtt fel, innen indult világot látni.

## Fordítás
Ez a szócikk részben vagy egészben  a   Koločep című horvát Wikipédia-szócikk ezen változatának fordításán alapul.  Az eredeti cikk szerkesztőit annak laptörténete sorolja fel. Ez a jelzés csupán a megfogalmazás eredetét és a szerzői jogokat jelzi, nem szolgál a cikkben szereplő információk forrásmegjelöléseként.